# Cát Phượng
Đỗ Như Cát Phượng (sinh ngày 3 tháng December 1970), thường được biết đến với với nghệ danh Cát Phượng, là một nữ diễn viên, ca sĩ kiêm nghệ sĩ hài người Việt Nam.
Trong lĩnh vực sân khấu, cô được biết đến với các vai diễn cả trong chính kịch lẫn hài kịch. Ngoài ra, cô còn đảm nhiệm nhiều vai diễn điện ảnh, truyền hình, và trực tiếp viết kịch bản, tham gia sản xuất và làm đạo diễn của nhiều liveshow và chương trình sân khấu khác nhau. Cô còn được biết đến là một trong những nghệ sĩ Việt tích cực nhất trong các hoạt động từ thiện.

## Tiểu sử
Cát Phượng sinh ra và lớn lên trong một gia đình Công giáo ở thị xã Sa Đéc, tỉnh Sa Đéc (nay là thành phố Sa Đéc, tỉnh Đồng Tháp). (Gốc quê Bạc Liêu)
Năm 1980, Cát Phượng theo cha lên Thành phố Hồ Chí Minh buôn bán, một thời gian sau đó cô đậu cao vào Trường Nghệ thuật Sân khấu II (nay là trường Đại học Sân khấu - Điện ảnh) và bén nghiệp với nghề diễn. Để bươn trải cuộc sống, Cát Phượng tham gia diễn bên ngoài quá nhiều dẫn đến việc cô bị đuổi học sau vài tháng nhập học.
Sự nghiệp của Cát Phượng khởi phát từ thập niên 90 qua sự phát hiện của "ông bầu" Phước Sang. Trong một số phỏng vấn và đặc biệt qua chương trình Sau ánh hào quang tập 7 (2017), Cát Phượng thừa nhận mang ơn nghệ sĩ Phước Sang. Trong thời gian đầu, Cát Phượng tham gia diễn kịch như hợp tác với sân khấu Phú Nhuận, góp mặt trong nhiều phim truyền hình - đặc biệt nổi tiếng với vai vợ Tư Mắm trong phim truyền hình Đất phương Nam (1997), phim ca nhạc, MV ca nhạc và video karaoke.
Tới đầu những năm 2000, tên tuổi Cát Phượng được ghi nhận với ba năm liền đoạt giải nữ diễn viên sân khấu được yêu thích nhất - giải Mai vàng. Năm 2009, cô tổ chức liveshow Dấu ấn cuộc đời để đánh dấu 20 năm sự nghiệp của mình.
Năm 2015, Cát Phượng thành lập Công ty Cat Production. Công ty của cô từng đứng ra tổ chức nhiều liveshow như Đời Bạc Lắm, Kệ, Cười Trước Đã (Liveshow Hoài Linh 2016), Em 18 chưa (Liveshow Kiều Minh Tuấn 2017), Phù thổ và 8 nàng tiên (Liveshow Hoài Linh 2019). Trước đó, Cát Phượng từng có kinh nghiệm tổ chức liveshow cho mục đích từ thiện như Danh hài đụng độ danh ca (2014), Những cặp lệch pha (2015).
Trong giai đoạn từ giữa thập niên 2010 đến đầu thập niên 2020, Cát Phượng ít xuất hiện với tư cách diễn viên trên sấn khấu cũng như trong điện ảnh, truyền hình để tập trung làm đạo diễn, nhà sản xuất, và quản lý nghệ thuật. Tuy nhiên, đầu năm 2023, cô tuyên bố quyết định trờ lại với diễn xuất. Trong dịp Tết 2023, Cát Phượng bắt đầu hợp tác với sân khấu kịch Trương Hùng Minh (của Minh Nhí) và tham gia diễn xuất trong vở Đụng vô là phỏng tay.
Cô nổi tiếng với tư cách một diễn viên hài kỳ cựu của làng hài miền Nam, từng tham gia cộng tác với nhiều diễn viên, ca sĩ nổi tiếng như Hoài Linh, Chí Tài, Nhật Cường, Cẩm Ly, Phương Thanh, Lý Hải, Hồng Vân, Hữu Châu, Trường Giang, Trấn Thành, Lâm Vỹ Dạ, v.v.
Cô từng 4 lần nhận giải Mai Vàng giải thưởng nữ diễn viên sân khấu được yêu thích nhất và giải Cánh Diều cho nữ diễn viên chính xuất sắc nhất với vai mẹ Tuệ trong phim Hạnh phúc của mẹ.
Ngày 24/6/2023 , cô tái suất sân khấu sau 6 năm với Liveshow Đêm Của Cười 3 bao gồm : Thanh Điền , Hoài Linh , Minh Nhí , Mạc Văn Khoa , Quốc Đại , Cẩm Ly , Tiết Cương và các nghệ sĩ trẻ tài năng
Sau thành công của Đêm Của Cười 3 thì 17/12/2023 , cô tổ chức liveshow Đêm Của Cười 4 gồm : Muộii ( top 5 Thần tượng âm nhạc Việt Nam (mùa 8) ) , Quốc Đại , Võ Tấn Phát , Dũng Nhi , Lê Giang , Mạc Văn Khoa , Cẩm Ly , Minh Nhí , Hoài Linh , Lương Bích Hữu và các nghệ sĩ trẻ tài năng

## Danh sách phim

### Phim điện ảnh
| Năm  | Tựa Phim                                    | Đạo diễn           | Vai diễn                   |
| ---- | ------------------------------------------- | ------------------ | -------------------------- |
| 1993 | Sân ga tình yêu                             |                    |                            |
| 1994 | Hải đường trắng (Tướng Cướp Bạch Hải Đường) | Châu Huế           | Út Liên                    |
| 2007 | Võ lâm truyền kỳ                            |                    | Marilyn Monroe "hàng nhái" |
| 2008 | Duyên trần thoát tục                        | Lê Cung Bắc        |                            |
| 2012 | Giấc mộng giàu sang                         |                    |                            |
| 2012 | Lệ phí tình yêu                             |                    |                            |
| 2012 | Nàng men chàng bóng                         |                    | Mẹ Ẽo Ợt                   |
| 2014 | Bí mật lại bị mất (tập 3)                   | Nhật Cường, Lý Hải | Mẹ của Sóc                 |
| 2015 | Bộ ba rắc rối                               | Võ Tấn Bình        |                            |
| 2017 | Ngày mai Mai cưới                           |                    | Mẹ của Mai                 |
| 2019 | Ròm                                         | Trần Thanh Huy     | Bà Ghi                     |
| 2019 | Hạnh phúc của mẹ                            | Huỳnh Đông         | Tuệ                        |

### Phim truyền hình
| Năm  | Tựa Phim                 | Vai diễn            | Đạo diễn           |
| ---- | ------------------------ | ------------------- | ------------------ |
| 1997 | Đất phương Nam           | Vợ Tư Mắm           | Nguyễn Vinh Sơn    |
| 2003 | Thời vi tính             | Cô Viên             |                    |
| 2005 | Áo gió bụi hồng          | Kiều                |                    |
| 2009 | Trâu vàng như ý          | Bà Hạnh             |                    |
| 2009 | Hiệp sĩ đường phố        | Bà Sáu              |                    |
| 2010 | Sắc đẹp và danh vọng     | Dì Hồng             |                    |
| 2010 | Cocktail cho tình yêu    | Bà Dung             |                    |
| 2010 | Cô nàng bướng bỉnh       | Bà Cẩm Lệ           | Chu Thiện          |
| 2010 | Hãy nói anh yêu em       | Bà Mai              |                    |
| 2011 | Thiên sứ lông bông       | Bà Thủy             |                    |
| 2011 | Chung một mái nhà        | Bà Minh             |                    |
| 2011 | Chiếc giường chia đôi    | Chị Hảo             | Nguyễn Phương Điền |
| 2011 | Ai cũng có Tết           | Bà Lộc              | Nguyễn Phương Điền |
| 2012 | Mưa đầu mùa              | Bà Cẩm Tú           |                    |
| 2012 | Làm đẹp ăn Tết           | Cô Mứt              | Quyền Lộc          |
| 2013 | Túm cổ đại gia           | Bà Minh             | Nguyễn Quang Minh  |
| 2014 | Hàng xóm                 | Bà Tám Nhiều        | Quốc Thuận         |
| 2014 | Những ngã rẽ vào đời     | Bà Tư               | Lê Anh Cường       |
| 2014 | Tỷ Phú chăn vịt          | Bà Toán             | Quốc Nam           |
| 2015 | Nhà chung                | Bà 10 Nga (lúc trẻ) | Quốc Thuận         |
| 2017 | Đuổi theo bóng mình      | Bà Hạ               |                    |
| 2017 | Những nàng bầu hành động | Út Lành             | Quốc Thuận         |
| 2022 | Bảnh bao ngày tết        | Bà Mộng Bao         | Đỗ Thành An        |

### Phim chiếu mạng
| Năm  | Tựa Phim            | Vai diễn      |
| ---- | ------------------- | ------------- |
| 2017 | Lật mặt showbiz     | Kiều Thư      |
| 2019 | Rằm tháng 7 (tập 3) | Hai Thu       |
| 2020 | Cô nàng lấp lánh    | Bà Thái Hậu   |
| 2020 | Đệ nhất kỹ nam      | Bạch Phu nhân |
| 2024 | Tết miền quê        |               |

## Danh sách hài kịch
- Anh chồng nhát
- Đệ nhất thần thấu
- Tình bạn
- Rình trộm
- Đồ thật
- Quán ăn vui vẻ
- Chỉ tại cái thiệp
- Mùa xuân cưới em
- Oan gia ngõ hẹp
- Xem mắt nàng dâu
- Trạng chết, chúa băng hà
- Món quà kỳ diệu
- Mẹ mãi trông đợi con
- Chưa yêu sao hiểu (Tác giả: Vương Huyền Cơ; Dàn dựng: Cát Phượng, 2011)[11]
- Ngựa người - người ngựa
- Vụ án thế kỷ
- Chuyện tình chàng họa sĩ
- Cuộc thi các loài chim
- Ngủm vì game online
- Tình cha
- Đun sôi nước mắm
- Chuyện bà tám
- Nợ duyên
- Ngôi nhà hạnh phúc
- Tìm cha cho con
- Thiện ác vô song
- Quán lạ
- Gái
- Trộm
- Và nhiều vở kịch khác

## Danh sách chính kịch
- Đêm Của Cười 4 (12/2023)
- Đêm Của Cười 3 (6/2023)
- Yêu thầy
- Chí Phèo
- Cánh đồng bất tận
- Sự lừa dối đáng yêu
- Phận làm gái
- Ngao sò óc hết
- Và nhiều vở kịch khác

## Sản phẩm Ca Nhạc
- Album Cát Bụi (2013)
- Phim hài ca nhạc Phượng ruồi (2015)
- Phim hài ca nhạc Ngộ quá ngộ (2016)
- Phim hài ca nhạc Anh đợi em được không (Parody) (2019)
- Xuân Tha Hương (cùng Lâm Vỹ Dạ - trong Gala Nhạc Việt 2021)
- MV Ai chung tình được mãi - Đinh Tùng Huy (2022- Cát Phượng cover)
- MV Mashup Hỷ Bi x Bên Trên Tầng Lầu | Drum7, Tăng Duy Tân  (2023- Cát Phượng cover)

Ngoài ra, Cát Phượng từng tham gia đóng nhiều MV ca nhạc hồi đầu thập kỷ 2000 như MV "Tình thôi xót xa" của ca sĩ Lam Trường, MV "Không bao giờ bó tay” của Tống Gia Vỹ, MV “Đừng có ghen” của Lâm Chấn Huy, MV “Mẹ ơi” - OST phim "Hạnh phúc của mẹ".

## Chương trình truyền hình
- Gala cười (VTV3)
- Lớp học vui nhộn (vai Cô giáo Bạch Lê Mộng Kiều Tím Rịm) (Yeah1TV)
- 2Idol (Yeah1TV)
- Alo Alo (Yeah1TV)
- Hát hay - hay hát (Yeah1TV)
- Việt Nam tươi đẹp 2 - tập 64, 65 (HTV, 2018)
- Ơn giời cậu đây rồi (VTV3)
- Sau ánh hào quang (HTV7)
- Nhà cười (VTV3)
- Kèo này ai thắng (VTV3)
- Lạ lắm à nha (VTV3)
- Gương mặt điện ảnh 2020 (THVL1)[13]
- Khúc hát se duyên (HTV7)
- Và nhiều chương trình khác

## Giải thưởng
- Giải Mai Vàng 2000 vai Út Đẹt trong tiểu phẩm Yêu thầy
- Giải Mai Vàng 2001 vai Thị Nở trong tiểu phẩm Chí Phèo - Thị Nở
- Giải Mai Vàng 2002 vai Loan trong tiểu phẩm Phận làm gái
- Nhóm hài xuất sắc nhất - Gala cười 2004 (do Hội đồng Ban giám khảo bình chọn)[14]
- Giải Mai Vàng 2009 vai Nương trong vở Cánh đồng bất tận[15]
- Giải "Diễn viên được khán giả bình chọn Gala Cười 2005"[16]
- Nhóm hài xuất sắc nhất - Gala cười 2005 (do Hội đồng Ban giám khảo bình chọn)[17]
- Á quân Cặp Đôi Hoàn Hảo 2013 (tham gia cùng Phan Đình Tùng)[18]
- Cặp đôi Ấn tượng Cặp Đôi Hoàn Hảo 2013 (tham gia cùng Phan Đình Tùng)[18]
- Cup giải nhất Ơn giời! Cậu đây rồi! (2015, 2017)[19]
- Giải Cánh Diều 2019 dành cho Nữ diễn viên chính xuất sắc[20]

## Đời tư
Năm 2004, Cát Phượng kết hôn với diễn viên Thái Hòa. Hai người có một con trai. Năm 2006, hai người ly hôn, Cát Phượng một mình nuôi con.
Từ năm 2009 đến 2021, Cát Phượng duy trì mối quan hệ tình cảm với nam diễn viên Kiều Minh Tuấn. Tuy nhiên, hai người chỉ chính thức công bố quan hệ của họ với giới truyền thông vào năm 2017. Năm 2022, Cát Phượng xác nhận mình và Kiều Minh Tuấn đã chia tay vào năm 2021 sau 12 năm chung sống.

## Tranh cãi
Tháng 12 năm 2020, Cát Phượng đăng tải một dòng trang thái trên Facebook phản bác ý kiến của nghệ sĩ Việt Anh trước đó. Do dòng trạng thái này có phần thẳng thắn quá mức nên một số người cho rằng cô "bất kính với đồng nghiệp". Sau vụ việc, Cát Phượng đã lên tiếng xin lỗi, cho rằng những từ ngữ đó cô chỉ dùng cho "người và trang Facebook không phải của nghệ sĩ Việt Anh".